# Smilja Mučibabić
Smilja Mučibabić (Mostar, 14. rujna 1912. – Sarajevo, 12. kolovoza 2006.), bila je najuglednija i najdjelotvornija bosanskohercegovačka biologinja 20. stoljeća i među najuglednijima u bivšoj Jugoslaviji). Rodila se u Mostaru, a umrla u Sarajevu.
Bila je:
- prva bosanskohercegovačka doktorica bioloških znanosti (Cambridge, 1953.),
- osnivačica i prva šefica Katedre za biologiju Filozofskog fakulteta u Sarajevu  (1953.),
- su-matičarka Prirodno–matematičkog fakulteta u Sarajevu (PMF) (1954.),
- prva dekanica Prirodno–matematičkog fakulteta u Sarajevu  (1960.),
- osnivačica, prva i dugogodišnja šefica Odsjeka za biologiju PMF-a u Sarajevu (1960.) i
- suosnivačica i prva predsjednica više stručnih i znanstvenih udruga i njihovih glasila (u BiH i bivšoj Jugoslaviji).[2][3]

## Životopis
Smilja Mučibabić rođena je u Mostaru, 14. rujna 1912. godine, gdje je stekla osnovno i gimnazijsko školovanje. Od 1930. do 1934. godine studirala je biologiju na Filozofskom fakultetu u Beogradu. Prije Drugoga svjetskoga rata bila je raspoređena na položaj profesorice u Velikom Gradištu, a zatim i u Srijemskim Karlovcima. Zbog predanosti "naprednim idejama", ustaške vlasti su je, po kazni,  premjestile u Senj, a 1943. godine – u Krapinu. Prigodom jedne "provale" njezine skupine prokomunističkih aktivista, biva uhićena i odvedena u njemački logor Jankomir kod Zagreba, a kasnije u zatvor na Savskoj cesti gdje je zadržana do kraja rata, 1945. godine.
U prvim poratnim danima, Smilja Mučibabić se vraća u Krapinu i radi u gimnaziji do kraja školske 1945./1946. godine. Tamo je primljena u Komunističku partiju. Na vlastiti zahtjev premještena je u Učiteljsku školu u Mostaru. Već sljedeće godine, kao izvrsna i već iskusna profesionalka, pedagoginja i društvena djelatnica postavljena je za direktoricu te gimnazije. O njezinom uspješnom vođenju Gimnazije i o njezinoj brizi za unaprjeđenje nastave, pisao je tada i dnevni tisak, a dobivala je i brojna priznanja i nagrade. Istodobno bila je angažirana i na opismenjavanju pučanstva.
U jesen 1949. godine premještena je na položaj profesorice Više pedagoške škole u Sarajevu, gdje je radila do osnivanja Katedre za biologiju na Filozofskom fakultetu u Sarajevu (1954.). Odmah po prijelazu na ovaj fakultet upućena je na specijalizaciju u Zoološki zavod Prirodno–matematičkog fakulteta u Beogradu, gdje je (dvije godine) bila angažirana u realizaciji nastave iz oblasti zoologije, pripremajući se za otvorenje i početak rada novoosnovane Katedre za biologiju u Sarajevu.
Na prijedlog Filozofskog fakulteta u Sarajevu, konkurirala je za stipendiju Britanskog savjeta, koja joj je odobrena već u prvom pokušaju. Na Sveučilištu u Cambridgeu, tijekom dvije godine specijalizirla je i realizirala eksperimentalni dio svoje (ispostaviće se) doktorske disertacije iz oblasti protozoološke ekologije, koju je potom i napisala te obranila (1953.) Onodobno je na Sveučilištu u Cambridgeu, takav poduhvat podrazumijevao marljiva istraživanja i stalno prisustvo u laboratoriju tijekom tri godine, ali su Smilji Mučibabić, respektirajući njezinu raniju vjerodostojnost, uspjehe u eksperimentima i odlično poznavanje engleskoga jezika, iznimno dopustili doktorsku tezu braniti nakon dvije godine. Rezltati njezinog disertacijskoga rada objavljeni su u probranim britanskim znanstvenim časopisima u oblasti protozoologije (Jouornal of Protozoology, npr.).

## Djelo

### Znanstvenoistraživačka djelatnost
Znanstvenoistraživački opus profesorice Mučibabić, od studijskog boravka u beogradskom Zavodu za biologiju (u ranim poratnim godinama) do doktorata u Cambridgeu (1953.) i kasnije (na Sveučilištu u Sarajevu) otvara pionirska i pokretačka istraživanja u oblasti bioloških znanosti u BiH i širem okruženju. Bez ikakve dvojbe, argumentirano se može tvrditi kako je Smilja Mučibabić matičarka i utemeljiteljica suvremenog razvoja bioloških znanosti u Bosni i Hercegovini. Uvela je nove istraživačke metode i stimulirala razvoj dolazećih najpropulzivnijih pravaca istraživanja koji su se afirmirali pred kraj njezinog aktivnog istraživačkog angažmana. U odmjeravanju poželjnih i mogućih pravaca razvoja, bila je predosjećajna vizionarka, kako u forsiranju suvremenih znanosti, tako i u selekciji kadrova koji imaju istraživačke i ostale potencijale za ostvarivanje tih projekcija u bosanskohercegovačkim uvjetima. Kao osoba koja je imala pristup povjerljivim informacijama u kreiranju obrazovne i znanstvenoistraživačke djelatnosti u BiH i Jugoslaviji, usavršavanjem sustava njihove organizacije i funkcioniranja, umješno ih je usmjeravala ka modernizaciji i povećanju njihove učinkovitosti. Pritom se osobito zalagala za stimulaciju kvaliteta i ozbiljnu selekciju nadarenih studenata i mladih istraživača.
Profesorica Mučibabić je prokrstarila cijelom Jugoslavijom i većim dijelom svijeta, ali je uvijek ostala nostalgično privržena domaćem svijetu i njegovim tradicijama. Tijekom sveukupne karijere ostala je vezana za svoj izvorni i širi zavičaj: Mostar i Bosnu i Hercegovinu, a s posebnom pozornosti pratila je opće okolnosti u Mostaru i vodila je brigu o školovanju i znanstvenom usavršavanju Mostaraca na Sveučilišta u Sarajevu.
Profesionalno-istraživačko stvaralaštvo i pripadajuća publicistička aktivnost Smilje Mučibabić obuhvaća:
- Idioekološka i sinekološka znanstvena istraživanja poplacija protozoa (u kontroliranim laboratorijskim vjetima),
- Prve projekte kompleksnih ekoloških i biosistematskih terenskih istraživnja u Bosni i Hercegovini,
- Sintetičke analize stanja i perspektiva razvoja znanosti i školovanja u BiH,
- Aktivno sudioništvo u pokretanju i uređivanju znanstvenih i stručnih časopisa,
- Recenziranje i mentorstva istraživačkih (makro)projekata, diplomskih, magistarskih i doktorskih disertacija,
- Kritičke analize i prikaze znanstvenih i stručnih knjiga,
- Javne promdžbe znanstvenoistraživačke i školske djelatnosti,
- i druge srodne aktivnosti.

Profesorica Mučibabić je veoma uspješno u onodobne bosanskohercegovačke uvjete implementirala i prilagodila pozitivna iskustva svojih prvih znanstvenih voditelja: akademika Siniše Stankovića i uglednog engleskog ekologa Eugene Oduma (u čijim su knjigama citirani i njezini radovi).
Prva je otvorila vrata međunarodne publicistike za bosanskohercegovačke znanstvenike, objavivši rezultate u elitnim časopisima svoje oblasti, kao što su: Journal of Experimental Biology, Journal of General Microbiology, Quaterly Journal of Microscopical Science, Journal of Cell Science. i drugi časopisi tog renomea.

#### Znanstvenoistraživački makroprojekti
- Kompleksna limnološka ispitivanja sliva rijeke Bosne – Lašva.
- Kompleksna limnološka ispitivanja sliva rijeke Bosne – Stavnja i Ljubina.

### Nastavno–znanstvena djelatnost
Među osobitim zaslugama profesorice Mučibabić u razvoju bosanskohercegovačke znanosti i školovanja posebno se ističu;
- Osnivanje Katedri, odsjeka i fakulteta na Sveučilištu u Sarajevu,
- Pokretanje poslijediplomskih studija,
- Profiliranje sustava organizacije i funkcioniranje školskog i znanstvenog rada u BiH, uključujući i pripadajuću legislativu,
- Pokretanje i ueđivanje znanstvenih i stručnih časopisa i projekata,
- Selekcija prvih profesora Odsjeka za biologiju PMF-a i profiliranje njihovih asistenata,
- Prevođenje stranih i pisanje prvih domaćih udžbenika i skripata za srednje i visoko školstvo,
- Bitno sudionieštvo u usmjeravanju 2. generacije autohtonih asistenata i projiciranje infrastrukturnih preduvjeta za njihovo napredovanje,
- Trajno školovanje bosanskohercegovačkih nastavnika i profesora biologije,
- Kritički prikazi knjiga, udžbenika i drugih publikacija.[12]
- Životopisi i bibliografije uglednih znanstvenika,[13]
- i slične prateće i komplementarne aktivnosti.

Po povratku u Sarajevo (1954.), dr. Smilji Mučibabić predstojao je ogroman posao u institucionalnom uspostavljanju, organiziranju i realizaciji nastave Katedre za biologiju (Filozofskog fakulteta), na kojoj je bila prva izabrana nastavnica i uposlenica. U početku su na Katedri radila samo tri nastavnika i dva asistenta. Preuzima cjelokupna predavanja iz zoologije, oprema laboratorije i prostorije za vježbanje, osniva knjižnicu i posebno brižno je razvija i nadzire. Odgovorno sudjeluje u selekciji prvih nastavnika i njihovih asistenata na nastajućem Prirodno–matematičkom fakultetu, osobito u Odsjeku za biologiju. To je bio osobito delikatan zadatak, jer je tadašnja BiH bila krajnje manjkava u odgovarajućim profilima neophodnog kadra.
Doprinos dr. Smilje Mučibabić unaprjeđenju nastave biologije velik je, i postao je mjerljiviji tek nakon dostignutih rezultata njezinih sljedbenika. Još za vrijeme specijalizacije u Beogradu, prevela je, zajedno s prof. Sinišom Stankovićem, dva sveučilišna udžbenika (Paramonov: Kurs darvinizma i Kin: Osnovi opće zoologije (koji je doživio više izdanja). Sarajevsko sveučilište je 1960. godine izdalo knjigu S. Mučibabić "Osnovi ekologije", koja je generacijama bila jedini udžbenik ekologije na bosanskom jeziku. Ta djela i danas mogu biti solidan temelj općebiološkog školovanja.
Stvaralački rad prof. dr. Smilje Mučibabić znatno je doprinio razvoju osnovnog i srednjeg školstva u Bosni i Hercegovini, naročito u vrijeme reformiranja osnovnog školstva, kada mnogo radi i doprinosi stvaranju novih planova i programa iz biologije. Tada je u suradnji s drugim autorima napisala četiri udžbenika za osnovnu i srednju školu i svi su imali po desetak izdanja.
Na Odsjeku za biologiju 1969. godine suorganizira i podstiče osnivanje poslijediplomskog studija s dva smjera (ekološki i sistematski). Bila je mentor mnoštva diplomskih, magistarskih i doktorskih radova.

### Razvoj kadrovskih potencijala BiH
Polazeći od iskustvenih podataka o situaciji u ondašnjoj bosanskohercegovačkoj znanosti, prof. Mučibabić je, uz stvaranje institucionalnih i infrasrukturnih preduvjeta za njezin razvoj u oblasti biologije, sinkronizirano i posebno brižno vodila računa o selekciji budućih mladih istraživača i podučitelja, imajući pritom jasnu viziju razvoja budućih fundamentalnih bioloških znanosti.
Njezina briga nije se ograničila samo na asistente Odsjeka za biologiju PMF-a, već je i mnogim drugim biolozima pružila dragocjenu i nesebičnu pomoć. Poštujući njene vizije i nenametljivost, mnogi su joj se obraćali za savjete i pomoć, a još je više onih koje je podsticala i na razne načine stimulirala. Oslanjala se na svoju izuzetnu profesionalnu i društvenu obavještenost, široko biološko školovanje, te aktivno poznavanje engleskoga, njemačkoga i francuskoga jezika. Osobito je podsticala razvoj znanstvenoga kadra na PMF-u, Biološkom institutu Sveučilišta u Sarajevu i Zemaljskom muzeju Bosne i Hercegovine, kao i na fakultetima biotehničkih i biomedicinskih znanosti.
Prof. dr. Smilja Mučibabić bila je i izvandredan nastavnik i odgojitelj. Veliki je broj generacija kojima je neumorno i nesebično prenosila svoja stručna i opća znanja, djelujući odgojno, u duhu tada proklamiranoga bratstva i jedinstva (po njezinom iskustvu: osobito potrebnog u BiH) i individualnog prava na puno samoostvarivanje. Učinkovitost u tom djelovanju su joj omogućavane njene prepoznatljive vrline, kao što su nesebičnost, samoprijegor, poštenje i skromnost, a osobito ljudska čestitost.
Aktivnim sudioništvom u prevođenju tadašnjih istaknutih udžbenika (Kurs darvinizma od Paramonova i Osnovi opće zoologije od Kina) te publiciranjem vlastitih udžbenika, među kojima se ističe njezina knjiga Osnovi ekologije, koja je izvjesno vrijeme bila jedini udžbenik ekologije na bošnjačkom jeziku.,  dr. Smilja Mučibabić je dala značajan doprinos unapređenju nastave biologije na svim nivoima njenog izučavanja. 

### Općedruštveni doprinos
Svoj sveukupni stvaralački angažman Profesorica Mučibabić je posvetila boljitku znanosti i struke koju je odabrala kao profesionalni okvir djelovanja. Međutim, njezino ukupno djelovanje je bilo usmjereno na ukupni progres sredine u kojoj živi i njezino pripremanje za buduće dobi, što ilustrira činjenica kako je u poratnim godinama pokraj redovitog angažmana u nastavi bila aktivno uključena i u opismenjavanje stanovništva Bosne i Hercegovine, ali po svom neupitnom čovjekoljublju ona je bila humanistkinja i istinoljubkinja bez granica. 
Stvaralački rad prof. dr. Smilje Mučibabić znatno je doprinio razvoju osnovnog i srednjeg školstva u Bosni i Hercegovini i Jugoslaviji, naročito u procesima reformi osnovnog školstva, kada se ozbiljno angažirala u stvaranju novih planova i programa iz oblasti biologije. Tada je (u suradnji s drugim autorima) napisala četiri udžbenika za osnovnu i srednju školu i svi su imali više izdanja. Za udžbenik Ekologija i evolucija dobila je (1976.) Nagradu "Mitar Trifunović-Učo". Izradila je Terminološki rječnik višestrukosti za nastavu biologije. Na dva jugoslavenska kongresa biologa povjeren joj je referat o problemima nastave biologije. Na prvom kongresu ekologa Jugoslavije održala je referat „Ekologija i obrazovanje“. Sudjelovala je u radu mnogih tadašnjih saveznih i republičkih tijela koja su rješavala problem nastave i znanstvenog rada u oblasti biologije. Za ovakav rad prof. dr. Smilja Mučibabić dobila je i Nagradu "Hasan Kikić" 1980. godine.
Znanstveni rad dr. Smilje Mučibabić vezan je u prvom redu za probleme ekologije pučanstva, analizu činitelja koji utiču na rastenje čistih i mješovitih pučanstva protozoa u eksperimentalnim uvjetima. Rezultati ovih istraživanja citirani su u mnogim radovima inzemnih biologa, a ušli su u sadržaje nekih domaćih i stranih udžbenika. Osim toga, dr. Smilja Mučibabić predano sudjeluje i u timskim istraživanjima ekosistema, posebno kopnenih voda; organizatorica je i rukovoditeljica prvih takvih istraživanja u BiH. Posebno veliki projekti obuhvaćaju limnološka proučavanja sliva rijeke Bosne, akumulacije Buško blato i ekosistema na Jahorini. Rezultati ovih istraživanja saopćeni su na mnogim znanstvenim skupovima u zemlji i inozemstvu. Dobar dio svog znanstvenog rada prof. Mučibabić ostvaruje na Biološkom institutu Sveučilišta u Sarajevu u kojem je dugo godina bila načelnik Odjeljenja za ekologiju i sistematiku životinja. Objavila je niz stručnih radova iz ekologije, zoogeografije i zaštite životne sredine. Priredila je 3. izdanje knjige Okvir života Siniše Stankovića, s opširnim pogovorom o piscu i njegovom djelu, kao i o razvoju ekologije između drugog i trećeg izdanja ove knjige, odnosno u razdoblju 1954. – 1977. U drugom izdanju Enciklopedije Jugoslavije napisala je poglavlje o znanstvenom radu u oblasti biologije u Bosni i Hercegovini. Objavila je veliki broj radova na popularizaciji bioloških znanosti, a u tom pravcu je djelovala i putem elektronskih i tiskanih medija, kao i preko društveno-političkih organizacija: od Mjesne zajednice "Medrese" do razine nadležnih republičkih organa. Među zapaženijim istupima je bilo njeno sudioništvo u TV serijalu "Karavan prirode".
Bila je predstavnik bosanskohercegovačkih žena u mnogim jugoslavenskim institucijama i sastancima, a i na jednom velikom međunarodnom skupu u Indiji (Mumbai).
Profesorica Mučibabić jedna je od dugogodišnjih editorica i Godišnjaka Biološkog instituta Sveučilišta u Sarajevu, koji je izlazio od 1948. godine, a koji se nesretno ugasio 1992. godine., utapanjem svog izdavača u PMF, a koji, stjecajem nejasnih okolnosti, nije pokrenuo slijednički časopis.
Do kraja života je bila angažirani biolog-ekolog, istrajan promotor održivog razvoja u što zdravijoj sredini. Svoje aktivnosti tada je usmjeravala kroz Udruženje za podsticanje održivog razvoja i kvaliteta života FONDEKO kao i i istoimenu znanstveno popularnu reviju o prirodi, čovjeku i ekologiji, te kroz nevladinu Asocijaciju nezavisnih intelektualaca "Krug 99", Prosvjetinoj Sekciji žena "Mis Irbi", koja je njezinom liku i djelu posvetila jednu od svojih najuspješnijih zasjedanja.
Svojim ukupnim profesionalnim, društvenim i humanističkim doprinosom razvoju Bosne i Hercegovine, prof. Mučibabić je zadužila svoje suvremenike, generacije svojih učenika i sljedbenika, pa i onih biologa koju su danas aktivni na istraživačkoj sceni i/ili onih koji će tek doći.

## Također pogledajte
- Prirodno-matematički fakultet u Sarajevu